# Blackjack

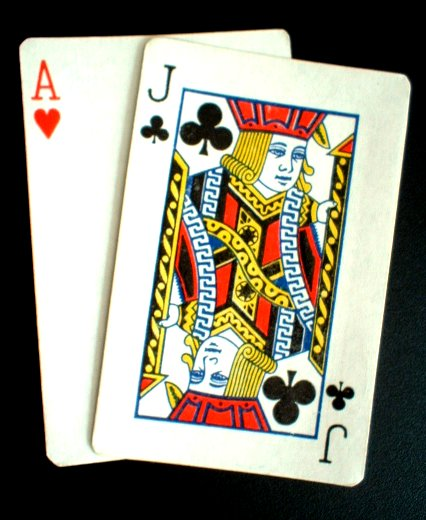
Blackjack

Blackjack, cunoscut și sub numele de 21, este un joc des întâlnit în cazinouri. Jocul a câștigat popularitate deoarece este ușor de jucat, jucătorul ce are suma cărților 21 sau cel mai aproape de 21 câștigă.

## Informații generale
Valoarea cărților: cărțile între 2 și 10 au valoarea scrise pe ele, figurile au valoarea 10, asul poate fi 1 sau 11 după preferința jucătorului.
Derularea jocului: fiecare jucător primește inițial 2 cărți ce vor fi afișate tuturor participanților la joc. Cel care împarte cărțile (casa) va primi tot 2 cărți, dintre care una cu fața în jos. După împărțire fiecare jucător are șansa de a avea suma cărților 21, sau cât mai aproape după cum urmează.
Decizia jucătorului: După împărțirea cărților jucătorul poate alege între 4 opțiuni standard: hit, stand, split, double down. La unele mese de joc, se poate apela și la opțiunea surrender.
HIT: mai iau o carte.
STAND: nu mai iau carte.
DOUBLE DOWN: dublez miza, iau doar o singură carte (se folosește când jucătorul este sigur că suma finală este peste 19).
SPLIT: opțiune folosită când jucătorul are cele 2 cărți primite de aceeași valoare, jucătorul formând câte o mână pe fiecare carte, cele 2 mâini se joacă apoi după regulile standard.
SURRENDER: se folosește doar la unele mese de joc, jucătorul are posibilitatea de a se retrage după ce primește cele 2 cărți, primind înapoi doar 1/2 din suma pariată.(se folosește această comandă în general când jucătorul are suma cărților primite 14 sau 15).
Decizia casei:
SOFT 17: Când suma cărților dealerului este sub 17, acesta trebuie să mai tragă o carte. Dacă suma este 17 sau mai mare dealerul nu mai are voie la o altă carte.
BLACKJACK: Dacă un jucător are din împărțirea cărților suma 21 primește de la casă (3:2)x valoarea pariului.
INSURANCE: Când casa are cartea cu fața în sus "as" atunci un jucător poate pune un insurance. Acest pariu verifică dacă suma casei este de 21. Dacă jucătorul câștigă pariul, el primește 2x valoarea insurance-ului.

## Blackjack - fapte, ponturi și strategii
Jocurile de cazinou depind, în mare parte, de șansă și noroc, dar acest lucru nu este 100% valabil pentru Blackjack. Jocul de cărți Blackjack face parte din acest mic grup de jocuri de noroc la care rezultatul poate fi influențat de strategia și abilitățile jucătorului. Să luăm ca exemplu strategia cu numărarea cărților. Aceasta este cea mai populară și des folosită metodă de a bate Casa. Exact pentru că această metodă funcționează, cazinourile depun eforturi mari pentru a îi detecta pe jucătorii care o folosesc. Nu este o strategie ilegală, dar Casa va folosi toate modalitățile posibile să vă convingă să renunțați la joc. Blackjack-ul este un joc care se supune unor reguli stricte. Dacă le aplicați corect și disciplinat veți scădea avantajul Casei la sub 1%. Cele mai avantajoase combinații sunt o mână de 21 sau de 20. A treia cea mai bună mână este în valoare de 11 deoarece vă oferă posibilitatea să mai trageți o carte cu risc minim. Mulți jucători începători pierd jocul pentru că consideră că scopul lor este să obțină o mână de valoare 21, dar acest lucru nu este adevărat. Scopul pariorului este să bată Casa, adică să facă o mână de valoare cât mai apropiată de 21, dar fără s-o depășească și această mână să fie mai mare decât cea a dealer-ului. 